# Trichosetodes damchtragada
Trichosetodes damchtragada är en nattsländeart som beskrevs av Schmid 1987. Trichosetodes damchtragada ingår i släktet Trichosetodes och familjen långhornssländor. Inga underarter finns listade i Catalogue of Life.